# Palpalá (kommunhuvudort i Argentina)
Palpalá är en kommunhuvudort i Argentina.   Den ligger i provinsen Jujuy, i den norra delen av landet, 1 300 km nordväst om huvudstaden Buenos Aires. Palpalá ligger 1 126 meter över havet och antalet invånare är 48 199.
Terrängen runt Palpalá är platt åt sydväst, men åt nordost är den kuperad. Runt Palpalá är det ganska tätbefolkat, med 104 invånare per kvadratkilometer.. Närmaste större samhälle är San Salvador de Jujuy, 11,0 km nordväst om Palpalá. 
I omgivningarna runt Palpalá växer i huvudsak lövfällande lövskog.